# モール川
モール川（モールがわ、River Mole）は、南イングランドの川でテムズ川の支流。
ガトウィック空港の近くのウェスト・サセックスを源泉とし、北に向かい、テムズ川とモレジーで合流する。名前の由来は、ドーキングとリアザーヘッドの間の数箇所で、川が地下にもぐってしまうためである。雨の少ない夏には、川底が見えてしまう場所があるが、底の石の下を川は流れ続けている。